# Vo slavu velikim!
Vo slavu velikim! (ruski: Во славу великим!, "Za slavu velikana") treći je studijski album ruskog pagan metal sastava Arkona. Diskografska kuća Napalm Records objavila ga je 24. rujna 2005. godine.

## Popis pjesama
Tekstovi: Masha "Scream", osim za pjesmu "Tuman jarom", koja je narodnog podrijetla, glazba: Masha "Scream", osim na pjesmama "Tuman jarom", "Intro (Kolomyjka)" i "Vyjdi, vyjdi Ivanku...", koje su tradicionalnog podrijetla, "Velikden'", koju je skladao Vladimir Čerepovski, te "Zov bitvy", koju je skladao Roman "Arsafes" Iskorostenski.
| 1.    | »Intro (Kolomyjka)« (Интро (Коломыйка))                         |                         | 1:31 |
| 2.    | »Skvoz' tuman vekov« (Сквозь туман веков)                       | Kroz maglu vjekova      | 5:11 |
| 3.    | »Rus' iznačal'naja« (Русь изначальная)                          | Praiskonski Rus         | 5:42 |
| 4.    | »Vo slavu velikim!« (Во славу великим!)                         | Za slavu velikana!      | 5:36 |
| 5.    | »Po syroj zemle« (По сырой земле)                               | Na mokroj zemlji        | 7:34 |
| 6.    | »Tuman jarom« (Туман яром)                                      | Magla jarugom           | 2:51 |
| 7.    | »Zov bitvy« (Зов битвы)                                         | Zov bitke               | 4:07 |
| 8.    | »Vedy prošlogo« (Веды прошлого)                                 | Vede prošlosti          | 5:21 |
| 9.    | »Velikden'« (Великдень; instrumental)                           | Veliki dan              | 0:56 |
| 10.   | »Gnev vremen« (Гнев времён)                                     | Gnjev vremena           | 5:10 |
| 11.   | »Na Svarogovoj doroge« (На Свароговой дороге)                   | Na Svarogovom putu      | 5:06 |
| 12.   | »Vyjdi, vyjdi Ivanku...« (Выйди, выйди Иванку...; instrumental) | Izađi, izađi, Ivanku... | 1:12 |
| 13.   | »Vosstanie Roda« (Восстание Рода)                               | Rodova pobuna           | 5:27 |
| 14.   | »Sila slavnyh« (Сила славных)                                   | Sila moćnih             | 5:32 |
| 61:16 |                                                                 |                         |      |

## Recenzije
Recenzija njemačkog glazbenog časopisa Sonic Seducer bila je vrlo naklonjena albumu i komentirala da dokazuje da je Arkona među "najboljim i najestetičnijim" pagan folk metal sastavima na svijetu. Recenzent je pohvalio glas pjevačice Marije Arkhipove, kao i dinamične i vrlo melodične skladbe.

## Zasluge
Arkona
- Masha "Scream" – akustična gitara (na skladbi "Vo slavu velikim!"), vokali, zborski vokali, tamburin, drombulja, produkcija
- Sergey "Lazar" – gitara, zborski vokali, grubi vokali, produkcija
- Ruslan "Kniaz" – bas-gitara
- Vlad "Artist" – bubnjevi, udaraljke

Dodatni glazbenici
- Alexey "Nightbird" Solovyev – vokali (na skladbi "Vosstanie Roda")
- Ilya "Wolfenhirt" Gura – vokali, zborski vokali
- Andrey Karasev – violina
- Igor "Hurry" – harmonika
- Vladimir Čerepovski – drombulje (na skladbama 6 i 11), gajde, sopilka, okarina, zviždaljke
- W. Smerdulak – ilustracije, omot albuma